# Baud (mesure)
Pour les articles homonymes, voir Baud.

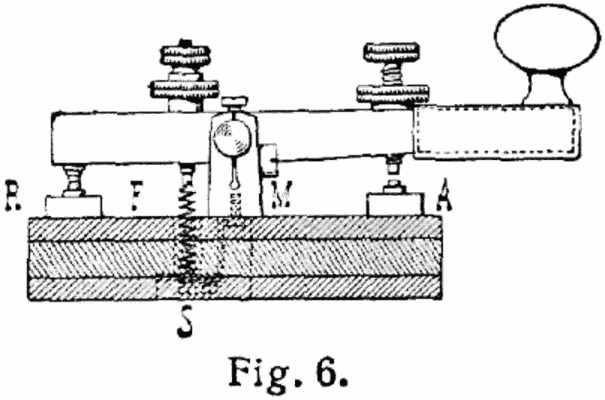
Schéma d'un manipulateur télégraphique. Les télégraphes utilisent l'alphabet morse qui est encodé en 4 bits (5 pour les chiffres). Ainsi, les télégraphes ont un débit maximal en bit/s 4 (5 pour les chiffres) fois supérieur à leur rapidité de modulation en baud.

Le baud (symbole Bd) est une unité de mesure utilisée dans le domaine des télécommunications en général, et dans le domaine informatique en particulier, notamment dans le contexte de communications avec certains périphériques externes (par exemple via un modem). Le baud est l'unité de mesure du nombre de symboles élémentaires d'une modulation d'un signal, transmissibles par seconde. Dans le cas d'un signal modulé utilisé dans le domaine des télécommunications, le baud est l'unité de mesure de la rapidité de modulation.
Le terme « baud » provient du patronyme d'Émile Baudot, l'inventeur du code Baudot utilisé en télégraphie, où le symbole élémentaire est une impulsion électrique qui codait un bit.
Il ne faut pas confondre le baud avec le bit/s ou bit par seconde, ce dernier étant l'unité de mesure du nombre d'informations effectivement transmises par seconde, et le lien entre les deux dépend de la modulation. Il est en effet souvent possible de transmettre plusieurs bits par symbole, ou un peu moins en cas de redondance ou de symboles de contrôle de protocole intégrée à la modulation. La mesure en bit/s de la vitesse de transmission n'est alors pas un multiple entier de la mesure en bauds.

## Lien entre débit et rapidité de modulation
Les mesures en bauds et en  bits par seconde sont égales lorsque le signal est bivalent (seulement 2 valeurs, 0 ou 1, alors la valence vaut 2). Même si les mesures sont égales, la signification de baud et de bit/s est différente. En général, on souhaite parler de la quantité d'information transmise par unité de temps, et le bit/s est alors l'unité à préférer.
Bien qu'il soit possible de transmettre un bit par symbole, on utilise habituellement la bande passante de façon plus efficace en transmettant plusieurs bits par symbole. Si les bits sont transmis un à la fois, la rapidité de modulation est égale au débit binaire et s'exprime en baud. Si les bits sont regroupés en mots de n bits avant d'être transmis, la rapidité de modulation sera divisée par n. Dans ce dernier cas, la rapidité de modulation et le débit binaire n'ont pas la même valeur.
Avec la modulation d'amplitude en quadrature, une technique qui emploie une combinaison de modulation de phase et d'amplitude, il est possible de transmettre plusieurs bits à chaque période du signal.
Par exemple, un ETCD (modem) transmettant à 1200 baud a un débit maximal de :
- 2400 bit/s, en 4-QAM (2 bits transmis par symbole)
- 3600 bit/s, en 8-QAM (3 bits transmis par symbole)
- 4800 bit/s, en 16-QAM (4 bits transmis par symbole)